# 4.ª etapa do Giro d'Italia de 2019
A 4.ª etapa do Giro d'Italia de 2019 teve lugar a 14 de maio de 2019 entre Orbetello e Frascati sobre um percurso de 235 km e foi vencida pelo ciclista equatoriano Richard Carapaz da equipa Movistar. O ciclista esloveno Primož Roglič da Jumbo-Visma conservou a Maglia Rosa.

## Classificação da etapa
| \| Classificação por etapas \| Classificação por etapas \| Classificação por etapas \| Classificação por etapas \| Classificação por etapas \| \| Ciclista \| Ciclista \| Equipe \| Tempo \| \| \| ------------------------ \| ------------------------ \| ------------------------ \| ------------------------ \| ------------------------ \| \| 1. \| Richard Carapaz \| Movistar Team \| 5h58m17s \| \| \| 2. \| Caleb Ewan \| Lotto-Soudal \| + 0s \| \| \| 3. \| Diego Ulissi \| UAE Team Emirates \| + 0s \| \| \| 4. \| Pascal Ackermann \| Bora-Hansgrohe \| + 2s \| \| \| 5. \| Florian Sénéchal \| Deceuninck-Quick Step \| + 2s \| \| \| 6. \| Primož Roglič \| Team Jumbo-Visma \| + 2s \| \| \| 7. \| Valerio Conti \| UAE Team Emirates \| + 14s \| \| \| 8. \| Miguel Ángel López \| Astana \| + 18s \| \| \| 9. \| Arnaud Démare \| Groupama-FDJ \| + 18s \| \| \| 10. \| Simon Yates \| Mitchelton-Scott \| + 18s \| \| |                    |                       |          |
| |                    |                       |          |
| Fonte: ProCyclingStats |                    |                       |          |
| Classificação por etapas |                    |                       |          |
| Ciclista | Ciclista           | Equipe                | Tempo    |
| 1. | Richard Carapaz    | Movistar Team         | 5h58m17s |
| 2. | Caleb Ewan         | Lotto-Soudal          | + 0s     |
| 3. | Diego Ulissi       | UAE Team Emirates     | + 0s     |
| 4. | Pascal Ackermann   | Bora-Hansgrohe        | + 2s     |
| 5. | Florian Sénéchal   | Deceuninck-Quick Step | + 2s     |
| 6. | Primož Roglič      | Team Jumbo-Visma      | + 2s     |
| 7. | Valerio Conti      | UAE Team Emirates     | + 14s    |
| 8. | Miguel Ángel López | Astana                | + 18s    |
| 9. | Arnaud Démare      | Groupama-FDJ          | + 18s    |
| 10. | Simon Yates        | Mitchelton-Scott      | + 18s    |

## Classificações ao final da etapa

### Classificação geral(Maglia Rosa)
| \| Classificação geral \| Classificação geral \| Classificação geral \| Classificação geral \| Classificação geral \| \| Ciclista \| Ciclista \| Equipe \| Tempo \| \| \| ------------------- \| ------------------- \| --------------------- \| ------------------- \| ------------------- \| \| 1. \| Primož Roglič \| Team Jumbo-Visma \| 16h19m20s \| \| \| 2. \| Simon Yates \| Mitchelton-Scott \| + 35s \| \| \| 3. \| Vincenzo Nibali \| Bahrain-Merida \| + 39s \| \| \| 4. \| Miguel Ángel López \| Astana \| + 44s \| \| \| 5. \| Diego Ulissi \| UAE Team Emirates \| + 44s \| \| \| 6. \| Rafał Majka \| Bora-Hansgrohe \| + 49s \| \| \| 7. \| Bauke Mollema \| Trek-Segafredo \| + 55s \| \| \| 8. \| Damiano Caruso \| Bahrain-Merida \| + 56s \| \| \| 9. \| Bob Jungels \| Deceuninck-Quick Step \| + 1m02s \| \| \| 10. \| Davide Formolo \| Bora-Hansgrohe \| + 1m06s \| \| |                    |                       |           |
| |                    |                       |           |
| Fonte: ProCyclingStats |                    |                       |           |
| Classificação geral |                    |                       |           |
| Ciclista | Ciclista           | Equipe                | Tempo     |
| 1. | Primož Roglič      | Team Jumbo-Visma      | 16h19m20s |
| 2. | Simon Yates        | Mitchelton-Scott      | + 35s     |
| 3. | Vincenzo Nibali    | Bahrain-Merida        | + 39s     |
| 4. | Miguel Ángel López | Astana                | + 44s     |
| 5. | Diego Ulissi       | UAE Team Emirates     | + 44s     |
| 6. | Rafał Majka        | Bora-Hansgrohe        | + 49s     |
| 7. | Bauke Mollema      | Trek-Segafredo        | + 55s     |
| 8. | Damiano Caruso     | Bahrain-Merida        | + 56s     |
| 9. | Bob Jungels        | Deceuninck-Quick Step | + 1m02s   |
| 10. | Davide Formolo     | Bora-Hansgrohe        | + 1m06s   |

### Classificação por pontos(Maglia Ciclamino)
| Classificação por pontos | Classificação por pontos | Classificação por pontos | Classificação por pontos | Classificação por pontos |
| Ciclista                 | Ciclista                 | Equipe                   | Pontos                   |                          |
| ------------------------ | ------------------------ | ------------------------ | ------------------------ | ------------------------ |
| 1.                       | Pascal Ackermann         | Bora-Hansgrohe           | 68 pts                   |                          |
| 2.                       | Arnaud Démare            | Groupama-FDJ             | 61 pts                   |                          |
| 3.                       | Fernando Gaviria         | UAE Team Emirates        | 58 pts                   |                          |
| 4.                       | Richard Carapaz          | Movistar Team            | 50 pts                   |                          |
| 5.                       | Caleb Ewan               | Lotto-Soudal             | 48 pts                   |                          |
| 6.                       | Primož Roglič            | Team Jumbo-Visma         | 27 pts                   |                          |
| 7.                       | Diego Ulissi             | UAE Team Emirates        | 25 pts                   |                          |
| 8.                       | Simon Yates              | Mitchelton-Scott         | 23 pts                   |                          |
| 9.                       | Miguel Ángel López       | Astana                   | 21 pts                   |                          |
| 10.                      | Florian Sénéchal         | Deceuninck-Quick Step    | 19 pts                   |                          |

### Classificação da montanha(Maglia Azzurra)
| Classificação da montanha | Classificação da montanha | Classificação da montanha   | Classificação da montanha | Classificação da montanha |
| Ciclista                  | Ciclista                  | Equipe                      | Pontos                    |                           |
| ------------------------- | ------------------------- | --------------------------- | ------------------------- | ------------------------- |
| 1.                        | Giulio Ciccone            | Trek-Segafredo              | 24 pts                    |                           |
| 2.                        | François Bidard           | AG2R La Mondiale            | 6 pts                     |                           |
| 3.                        | Marco Frapporti           | Androni Giocattoli-Sidermec | 4 pts                     |                           |
| 4.                        | Primož Roglič             | Team Jumbo-Visma            | 4 pts                     |                           |
| 5.                        | Łukasz Owsian             | CCC Team                    | 3 pts                     |                           |
| 6.                        | Simon Yates               | Mitchelton-Scott            | 2 pts                     |                           |
| 7.                        | Mirco Maestri             | Bardiani CSF                | 2 pts                     |                           |
| 8.                        | Rafał Majka               | Bora-Hansgrohe              | 1 pt                      |                           |
| 9.                        | Paul Martens              | Team Jumbo-Visma            | 1 pt                      |                           |
| 10.                       | Koen Bouwman              | Team Jumbo-Visma            | 1 pt                      |                           |

### Classificação dos jovens(Maglia Bianca)
| Classificação dos jovens | Classificação dos jovens | Classificação dos jovens | Classificação dos jovens | Classificação dos jovens |
| Ciclista                 | Ciclista                 | Equipe                   | Tempo                    |                          |
| ------------------------ | ------------------------ | ------------------------ | ------------------------ | ------------------------ |
| 1.                       | Miguel Ángel López       | Astana                   | 16h20m04s                |                          |
| 2.                       | Hugh Carthy              | EF Education First       | + 32s                    |                          |
| 3.                       | Pavel Sivakov            | Team Ineos               | + 40s                    |                          |
| 4.                       | Pascal Ackermann         | Bora-Hansgrohe           | + 1m03s                  |                          |
| 5.                       | Tao Geoghegan Hart       | Team Ineos               | + 1m35s                  |                          |
| 6.                       | Caleb Ewan               | Lotto-Soudal             | + 1m42s                  |                          |
| 7.                       | Giovanni Carboni         | Bardiani CSF             | + 2m09s                  |                          |
| 8.                       | Ben O'Connor             | Dimension Data           | + 2m15s                  |                          |
| 9.                       | Nans Peters              | AG2R La Mondiale         | + 2m23s                  |                          |
| 10.                      | Valentin Madouas         | Groupama-FDJ             | + 2m36s                  |                          |

### Classificação por equipas"Super Team"
| Classificação por equipes | Classificação por equipes   | Classificação por equipes | Classificação por equipes |
| Equipe                    | Equipe                      | Tempo                     |                           |
| ------------------------- | --------------------------- | ------------------------- | ------------------------- |
| 1.                        | Bora-hansgrohe              | 49h00m54s                 |                           |
| 2.                        | Mitchelton-Scott            | + 29s                     |                           |
| 3.                        | UAE Team Emirates           | + 36s                     |                           |
| 4.                        | Astana                      | + 47s                     |                           |
| 5.                        | Deceuninck-Quick Step       | + 1m26s                   |                           |
| 6.                        | EF Education First          | + 2m09s                   |                           |
| 7.                        | Bahrain-Merida              | + 2m19s                   |                           |
| 8.                        | Movistar Team               | + 2m52s                   |                           |
| 9.                        | AG2R La Mondiale            | + 3m13s                   |                           |
| 10.                       | Androni Giocattoli-Sidermec | + 3m52s                   |                           |

## Abandonos
- Juan Sebastián Molano, não tomou a saída depois de ser afastado pela sua propria equipa depois de uns resultados incomuns num controle interno.[2]
- Matti Breschel, abandonou durante a etapa devido a uma queda.[3]
- Dani Navarro, abandonou durante a etapa devido a uma queda.[4]